# Hido Biščević
Hido (Hidajet) Biščević (Sarajevo, 18. rujna 1951.) hrvatski je novinar i diplomat.

## Životopis
Biščević je diplomirao politologiju u Zagrebu. Radio je kao novinar Omladinskog tjednika, Poleta i Vjesnika. Od 1990. do 1992. godine bio je glavni urednik Vjesnika, odakle odlazi u diplomaciju. Veleposlanik je Republike Hrvatske u Turskoj od 1993. do 1995., te u Rusiji od 1997. do 2002. godine. Od 2020. godine veleposlanik je u Srbiji.

## Djela
- U ime Alaha : iranska islamska revolucija[3]
- Krv na vodi : Irak - Iran (1987.)[4]
- Vrijeme odluke : Palestinski ustanak, Izrael i Arapi (1988., suautor)[5]
- Strategija kaosa (1989.)[6]
- EU for YOU! : kako funkcionira Europska unija (2006., suautor)[7]
- Razglednice iz tjeskobe (2007.)[8]
- Diplomacija za stolom (2013.)[9]
- Sjećanja i prilozi za povijest diplomacije Republike Hrvatske (2017., suautor)[10]

## Vanjske poveznice
Mrežna mjesta
- Biščević, Hidajet, Hrvatska enciklopedija
- Hido Biščević, The End of the War?, Croatian International Relations Review 1/1995.